# دونا هاراواي
دونا هارواي (بالإنجليزية: Donna Haraway) (مواليد 6 سبتمبر 1944)، أستاذة أمريكية في قسم تاريخ الوعي وقسم دراسات المرأة في جامعة كاليفورنيا في سانتا كروز في الولايات المتحدة. وهي عالمة بارزة في مجال الدراسات العلمية والتقنية، وُصفت في أوائل التسعينيات بأنها «نسوية، تؤيد فلسفة ما بعد الحداثة». حصلت في عام 2002 على جائزة جون ديزموند برنال وهي أعلى جائرة من جمعية الدراسات الاجتماعية للعلوم عن إسهاماتها في هذا المجال. ألفت هارواي العديد من الكتب والمقالات التي تجمع بين العلوم والحركة النسائية، مثل (بيان سايبورغ: العلوم والتكنولوجيا والنسوية الاشتراكية في أواخر القرن العشرين 1985) و(المعرفة القائمة: الأسئلة العلمية في النسوية ومزايا المنظور الجزئي 1988). وهي أيضًا باحثة رائدة في النسوية البيئية المعاصرة المرتبطة بحركات ما بعد الإنسانية والحركات المادية الجديدة. تنتقد أعمالها فكرة مركزية الإنسان، وتؤكد على القوى ذاتية التنظيم للعمليات غير البشرية، وتستكشف العلاقات غير المتوافقة بين تلك العمليات والممارسات الثقافية، وتعيد التفكير في مصادر الأخلاق.
درست هارواي قضايا المرأة وتاريخ العلوم في جامعة هاواي وجامعة جونز هوبكنز. ساهمت أعمال هارواي في دراسة العلاقات بين الإنسان والآلة والحيوان. أثارت أعمالها جدلًا في الرياضيات والفلسفة وعلم الأحياء التطوري. شاركت هارواي في تبادل علمي تعاوني مع المنظرة النسوية لين راندولف في الفترة من 1990 إلى 1996. وشكلت مشاركتهم بأفكار محددة تتعلق بالنسوية والتكنولوجيا والوعي السياسي وغيرها من القضايا الاجتماعية سردًا لكتاب هارواي الذي حمل عنوان (شاهد متواضع)، وقد فازت بجائزة لودفيك فليك من جمعية الدراسات الاجتماعية للعلوم في عام 1999 عن هذا الكتاب. وهي مؤلفة رؤى الرئيسيات: الجنس، العرق، والطبيعة في العالم من العلوم الحديثة عام 1989 والسعالي والكائن السيبرنطيقي والنساء: إعادة اختراع الطبيعة عام 1991، نص صريح في نظرية سياسات ما بعد البشرية والتفاعل بين الكائن والآلة  الكائن السيبرنطيقي. مع هاراواي، جاءت نشأة النسوية الإلكترونية منتعشة بالتوسع الذي حدث في تكنولوجيا المعلومات والاتصالات الجديدة وتأثير الموجة النسوية الثالثة.

## السيرة الذاتية

### نشأتها
ولدت دونا جان هارواي في عام 1944 في دنفر بولاية كولورادو. كان والدها كاتبًا عن الرياضة في صحيفة دنفر بوست، توفيت والدتها بنوبة قلبية عندما كانت هارواي في سن 16 عامًا. التحقت هارواي بالمدرسة الثانوية في أكاديمية سانت ماري في قرية تشيري هيلز في كولورادو. تربت على حب والدها للكتابة الرياضية وشكل ذلك جزءًا رئيسيًا في حبها للكتابة.

### دراستها
تخصصت هارواي في علم الحيوان، مع دراستها الفلسفة واللغة الإنجليزية بشكل جانبي في كلية كولورادو ضمن منحة بوتشر الدراسية. انتقلت هارواي إلى باريس بعد الكلية ودرست الفلسفة التطورية واللاهوت في مؤسسة تيلارد دي شاردين ضمن منحة فولبرايت. أكملت الدكتوراه في تخصص البيولوجيا في جامعة ييل في عام 1972 وقدمت أطروحة عن استخدام الاستعارة في تشكيل تجارب علم الأحياء التجريبي وحمل البحث عنوان العلاقات التنظيمية: نموذج عضوي في علم الأحياء التنموي في القرن العشرين، نشرت البحث لاحقًا على شكل كتاب.

## مواضيعها الرئيسية

### بيان سايبورغ
نشرت هارواي في عام 1985 مقالًا بعنوان (بيان سايبورغ: العلوم والتكنولوجيا والنسوية الاشتراكية في الثمانينيات). وعلى الرغم من أن هارواي ركزت في معظم أعمالها السابقة على التحيز الذكوري في الثقافة العلمية، فقد ساهمت أيضًا بشكل كبير في الروايات النسائية في القرن العشرين. ردت هارواي في البيان على نزعة التحفظ المتزايدة في الولايات المتحدة الأمريكية خلال الثمانينات والتي شكلت منعطفًا حرجًا حيث توجب على النسويات الاعتراف بوضعهن ضمن ما سمته (معلومات الهيمنة) من أجل الحصول على أي أهمية في العالم الحقيقي.
ووفقًا لبيان هارواي: «لا يوجد شيء يربط النساء معًا في فئة موحدة لمجرد كونهم نساء. لا توجد حالة أن تكون أنثى، وهي فئة أنشأت في حد ذاتها في الخطابات العلمية الجنسية وغيرها من الممارسات الاجتماعية». وقالت هارواي إنه ينبغي على النسويات التفكير في إنشاء تحالفات قائمة على التقارب بدلًا من النوع. ولدعم فكرتها حللت هارواي عبارة نساء ملونات على أنها مثال ممكن على سياسة التقارب.
إنّ بيان سايبورغ عبارة عن مجموعة من المُثل العليا لحضارة لا تملك تمييزا جنسيًا أو عرقيًا وتتمتع بجماعية وسلمية أكبر مع التحذير من التحول التام لآلة. ترفض الإصدارات الجديدة من الكائنات التي افترضتها المفاهيم الإنسانية الغربية عن الشخصية وتروج لعالم معلومات غير متجانس. يوفر الوعي الجماعي للكائنات ووصولها غير المحدود إلى المعلومات الأدوات التي تخلق عالمًا من التغيير الاجتماعي والسياسي الهائل من خلال الإيثار والتقارب وليس من خلال الوحدة البيولوجية. تتحدى هارواي الإنسان الليبرالي وعدم اهتمامه بالرغبات الجماعية مما يسبب إمكانية حدوث فساد واسع النطاق وعدم مساواة في العالم. علاوة على ذلك تكمن أهمية السايبورغ (الإنسان المثالي) في اتحاد الوعي وليس في الجسم المادي الذي يحمل المعلومات أو الوعي. يمكن لعالم من الكائنات التي تتشارك المعرفة إنشاء قوة كبيرة تدفعه نحو التغيير الإيجابي. يمكن أن يرى كائن السايبورغ من كلا المنظورين في وقت واحد. وذكرت هارواي أن السايبورغ تملك طبيعة تميل تجاه المصلحة الجماعية.
قالت هارواي أن بيانها ما هو إلا «محاولة لبناء أسطورة سياسية ساخرة داعمة للحركة النسائية والاشتراكية والمادية.» وتضيف أنه «يمكن أن يشير تصور سايبورغ إلى مخرج من متاهة الثنائيات التي نستدل من خلالها على أجسادنا وأدواتنا.» هارواي مصممة على إيجاد طرق مستقبلية تسير بنا نحو المساواة وإنهاء هذا السلوك المسيطر. استخدمت هارواي تشبيهًا بالتقنيات والمعلومات الحالية لتخيل عالم يملك تحالف جماعي ويتمتع بالقدرات اللازمة لإحداث تغيير اجتماعي وسياسي كبير. يُعتبر البيان تجربة فكرية تحدد ما يظن الناس أنه أكثر أهمية حول الوجود وما يخبئه المستقبل مع تطور الذكاء الاصطناعي.

#### نسوية سايبورغ
استخدمت هارواي في مقالتها (بيان سايبورغ: العلوم والتكنولوجيا والنسوية الاشتراكية في أواخر القرن العشرين) وفي كتابها (القرود والسايبورغ والنساء: إعادة إنشاء الطبيعة عام 1991) استعارة السايبورغ لشرح مدى أهمية ربط التناقضات في النظرية والهوية النسوية بدلًا من حلها، على غرار ربط الآلة والكائن الحي في كائن السايبورغ. يعتبر البيان أيضًا نقدًا نسويًا مهمًا للرأسمالية.

## الانتقادات[17]